# لاندوور (مریلند)
لاندوور (به انگلیسی: Landover) شهری در ایالت مریلند کشور ایالات متحده آمریکا است که جمعیت آن در سرشماری سال ۲۰۱۰ میلادی، ۲۳٬۰۷۸ نفر بوده‌است.